# Chiesa di San Maurizio (Maggia)
La chiesa parrocchiale di San Maurizio è un edificio religioso che si trova a Maggia, in Canton Ticino.

## Storia
L'edificio originario venne eretto con ogni probabilità prima dell'anno 1000, ma nel XV secolo venne radicalmente trasformato secondo il gusto dell'epoca. Nel 1626 venne ampliata una prima volta ed una seconda nel 1855, anno in cui si procedette anche all'innalzamento della navata ed al rifacimento della facciata principale. 
Nel 1881 venne costruita la monumentale scalinata d'accesso.

## Descrizione
La chiesa si presenta con una pianta a navata unica coperta con volta a botte lunettata e volta a crociera. La navata termina in un coro a pianta quadrata, ed è circondata da alcune cappelle laterali che contengono stucchi e statue del XVII secolo.